# Dimostrazione della irrazionalità di π
Sono state date molte dimostrazioni dell'irrazionalità di pi greco, di queste alcune a opera di Johann Heinrich Lambert, Adrien-Marie Legendre e Niven.

## Dimostrazione di Adrien-Marie Legendre (1794)
Si dimostra che {\displaystyle \pi ^{2}} è  irrazionale.
Sia {\displaystyle n} un intero positivo, definiamo {\displaystyle f\colon \mathbb {R} \rightarrow \mathbb {R} } come
{\displaystyle f(x):={\frac {x^{n}(1-x)^{n}}{n!}}={\frac {1}{n!}}\sum _{k=0}^{n}{n \choose k}(-1)^{k}x^{n+k},}
dove l'ultimo membro segue dal teorema binomiale. Poiché {\displaystyle f(x)} è un polinomio di {\displaystyle 2n}-esimo grado di {\displaystyle x} sarà {\displaystyle f^{(m)}(x)=0} per ogni {\displaystyle x\in \mathbb {R} } e per ogni intero {\displaystyle m>2n.} Inoltre {\displaystyle f^{(m)}(0)=0} per ogni {\displaystyle m<n} poiché il minimo esponente con cui compare {\displaystyle x} in {\displaystyle f(x)} è {\displaystyle n.}
Se {\displaystyle m\in \{n,n+1,\dots ,2n\}} si ha d'altra parte:
{\displaystyle f^{(m)}(x)={\frac {1}{n!}}\sum _{k=m-n}^{n}{n \choose k}{\frac {(n+k)!}{(n+k-m)!}}(-1)^{k}x^{n+k-m},}
per cui per ogni {\displaystyle m\in \{n,n+1,\dots ,2n\}} abbiamo che
{\displaystyle f^{(m)}(0)={\frac {1}{n!}}{{n} \choose {m-n}}m!(-1)^{m-n}\in \mathbb {Z} .}
Queste considerazioni mostrano che {\displaystyle f^{(m)}(0)\in \mathbb {Z} } per ogni {\displaystyle m\in \mathbb {N} .} Da cui, essendo {\displaystyle f(1-x)=f(x),} abbiamo anche {\displaystyle f^{(m)}(1)\in \mathbb {Z} .}
Supponiamo ora, per assurdo, che esistano due interi positivi {\displaystyle a} e {\displaystyle b} tali che {\displaystyle \pi ^{2}={\frac {a}{b}}.} Definiamo {\displaystyle F_{n}\colon \mathbb {R} \rightarrow \mathbb {R} } come:
{\displaystyle F_{n}(x):=b^{n}\sum _{k=0}^{n}(-1)^{k}\pi ^{2(n-k)}f^{(2k)}(x).}
Per quanto detto prima {\displaystyle F_{n}(0)} e {\displaystyle F_{n}(1)} sono interi. Inoltre, ricordando che {\displaystyle f^{(2n+2)}(x)=0,} abbiamo:
{\displaystyle F_{n}^{(2)}(x)+\pi ^{2}F_{n}(x)=b^{n}\left[\sum _{k=0}^{n}(-1)^{k}\pi ^{2(n-k)}f^{(2k+2)}(x)+\pi ^{2}\sum _{k=0}^{n}(-1)^{k}\pi ^{2(n-k)}f^{(2k)}(x)\right]=}
{\displaystyle =b^{n}\left[-\pi ^{2}\sum _{h=1}^{n+1}(-1)^{h}\pi ^{2(n-h)}f^{(2h)}(x)+\pi ^{2}\sum _{h=0}^{n}(-1)^{h}\pi ^{2(n-h)}f^{(2h)}(x)\right]=b^{n}\pi ^{2(n+1)}f(x)=a^{n}\pi ^{2}f(x).}
Da questi calcoli segue che:
{\displaystyle {\frac {d}{dx}}\left[F_{n}^{(1)}(x)\sin(\pi x)-\pi F_{n}(x)\cos(\pi x)\right]=\pi ^{2}a^{n}f(x)\sin(\pi x).}
Si ha quindi:
{\displaystyle \pi a^{n}\int _{0}^{1}f(x)\sin(\pi x)dx={\frac {1}{\pi }}\left[F_{n}^{(1)}(x)\sin(\pi x)-\pi F_{n}(x)\cos(\pi x)\right]_{0}^{1}=F_{n}(1)+F_{n}(0)\in \mathbb {Z} .}
Poiché per ogni {\displaystyle x\in (0,1)} abbiamo che {\displaystyle x^{n}(1-x)^{n}\in (0,1),} otteniamo che
{\displaystyle 0<f(x)<{\frac {1}{n!}}.}
Quindi
{\displaystyle \pi a^{n}\int _{0}^{1}f(x)\sin(\pi x)dx\in \left(0,{\frac {\pi a^{n}}{n!}}\right)\cap \mathbb {Z} .}
D'altra parte,
{\displaystyle \lim _{n\rightarrow +\infty }{\frac {\pi a^{n}}{n!}}=0,}
quindi, per {\displaystyle n} sufficientemente grande,
{\displaystyle \left(0,{\frac {\pi a^{n}}{n!}}\right)\subset (0,1).}
Abbiamo quindi trovato che
{\displaystyle \pi a^{n}\int _{0}^{1}f(x)\sin(\pi x)dx\in (0,1)\cap \mathbb {Z} .}
Ma non esistono interi nell'intervallo {\displaystyle (0,1)}, quindi abbiamo raggiunto un assurdo. Questo mostra che {\displaystyle \pi ^{2}} (e quindi anche {\displaystyle \pi }) è irrazionale.